# Discographie de Sade
Le groupe anglais Sade a sorti au cours de sa carrière discographique six albums studio, un album live, deux EP, 23 singles, six albums vidéo et 20 clips.
Après un bref passage à étudier la conception de mode et le mannequinat, la chanteuse Sade Adu a commencé à chanter pour un groupe nommé Pride, pendant ce temps elle a attiré l'attention des maisons de disques et avec d'autres membres a quitté Pride et a formé le groupe Sade en 1982. Le groupe sort son premier album Diamond Life en 1984, l'album a été un succès commercial et s'est vendu à plus de six millions d'exemplaires, devenant l'un des premiers albums les plus vendus des années 1980 et l'un des débuts les plus vendus d'une chanteuse britannique de tous les temps.
Leur album suivant, Promise, est sorti en 1985 et a atteint la première place du UK Albums Chart et le Billboard 200 américain et s'est vendu à quatre millions d'exemplaires aux États-Unis.
Les albums suivants Stronger Than Pride (1988), Love Deluxe (1992) et Lovers Rock (2000), ont tous été certifiés multi-platine aux États-Unis. Après la sortie de Lovers Rock le groupe s'est lancé dans une pause de 10 ans au cours de laquelle Sade Adu s'est concentrée sur sa vie de famille. Après la pause, le groupe est revenu avec son sixième album, Soldier of Love (2010), qui est devenu un succès commercial et a remporté un Grammy Award.

## Albums

### Albums studio
| Titre               | Détails                                                                     | Meilleur classement | Meilleur classement | Meilleur classement | Meilleur classement | Meilleur classement | Meilleur classement | Meilleur classement | Meilleur classement | Meilleur classement | Meilleur classement | Certifications |
| Titre               | Détails                                                                     | R-U                 | AUS                 | AUT                 | CAN                 | FRA                 | GER                 | P-B                 | SUE                 | SUI                 | US                  | Certifications |
| ------------------- | --------------------------------------------------------------------------- | ------------------- | ------------------- | ------------------- | ------------------- | ------------------- | ------------------- | ------------------- | ------------------- | ------------------- | ------------------- | --- |
| Diamond Life        | - Sortie : 16 juillet 1984 - Label : Epic - Formats : CD, LP, cassette      | 2                   | 6                   | 1                   | 7                   | 1                   | 1                   | 1                   | 18                  | 1                   | 5                   | - BPI : 4 × Platine - ARIA : 4 × Platine - BVMI : Platine - MC : 2 × Platine - NVPI : Platine - RIAA : 4 × Platine - SNEP : 2 × Platine          |
| Promise             | - Sortie : 4 novembre 1985 - Label : Epic - Formats : CD, LP, cassette      | 1                   | 9                   | 6                   | 3                   | 3                   | 2                   | 1                   | 4                   | 1                   | 1                   | - BPI : 2 × Platine - ARIA : Platine - BVMI : Platine - MC : 2 × Platine - RIAA : 4 × Platine - SNEP : Platine                                   |
| Stronger Than Pride | - Sortie : 5 avril 1988 - Label : Epic - Formats : CD, LP, cassette         | 3                   | 11                  | 6                   | 9                   | 4                   | 4                   | 1                   | 2                   | 2                   | 7                   | - BPI : Platine - BVMI : Or - IFPI SUI : Platine - MC : Platine - NVPI : Platine - RIAA : 3 × Platine - SNEP : 2 × Platine                       |
| Love Deluxe         | - Sortie : 26 octobre 1992 - Label : Epic - Formats : CD, LP, MD, cassette  | 10                  | 13                  | 11                  | 16                  | 1                   | 14                  | 10                  | 7                   | 6                   | 3                   | - BPI : Or - ARIA : Platine - BVMI : Or - GLF : Or - IFPI SUI : Or - MC : Platine - NVPI : Or - RIAA : 4 × Platine - SNEP : Platine              |
| Lovers Rock         | - Sortie : 13 novembre 2000 - Label : Epic - Formats : CD, LP, cassette     | 18                  | 28                  | 5                   | 13                  | 4                   | 4                   | 20                  | 2                   | 6                   | 3                   | - BPI : Platine - ARIA : Or - BVMI : Platine - GLF : Platine - IFPI AUT : Or - IFPI SUI : Or - MC : 2 × Platine - NVPI : Or - RIAA : 3 × Platine |
| Soldier of Love     | - Sortie : 5 février 2010 - Label : Epic - Formats : CD, LP, téléchargement | 4                   | 4                   | 2                   | 1                   | 1                   | 2                   | 2                   | 1                   | 1                   | 1                   | - BPI : Or - BVMI : Or - GLF : Or - IFPI AUT : Or - IFPI SUI : Platine - MC : Platine - RIAA : Platine - SNEP : 2 × Platine                      |

### Albumslive
| Titre       | Détails                                                | Meilleur classement | Meilleur classement | Meilleur classement | Meilleur classement | Meilleur classement | Meilleur classement | Meilleur classement | Meilleur classement | Meilleur classement | Meilleur classement | Certifications          |
| Titre       | Détails                                                | R-U                 | AUT                 | CAN                 | FRA                 | GER                 | P-B                 | SUE                 | SUI                 | US                  | US R&B              | Certifications          |
| ----------- | ------------------------------------------------------ | ------------------- | ------------------- | ------------------- | ------------------- | ------------------- | ------------------- | ------------------- | ------------------- | ------------------- | ------------------- | ----------------------- |
| Lovers Live | - Sortie : 5 février 2002 - Label : Epic - Format : CD | 51                  | 40                  | 56                  | 36                  | 41                  | 43                  | 50                  | 27                  | 10                  | 5                   | - BVMI : Or - RIAA : Or |

### Compilations
| Titre                   | Détails                                                                            | Meilleur classement | Meilleur classement | Meilleur classement | Meilleur classement | Meilleur classement | Meilleur classement | Meilleur classement | Meilleur classement | Meilleur classement | Meilleur classement | Certifications |
| Titre                   | Détails                                                                            | R-U                 | AUS                 | AUT                 | CAN                 | FRA                 | GER                 | P-B                 | SUE                 | SWI                 | US                  | Certifications |
| ----------------------- | ---------------------------------------------------------------------------------- | ------------------- | ------------------- | ------------------- | ------------------- | ------------------- | ------------------- | ------------------- | ------------------- | ------------------- | ------------------- | --- |
| The Best of Sade        | - Sortie : 31 octobre 1994 - Label : Epic - Formats : CD, LP, MD, cassette         | 6                   | 23                  | 9                   | 22                  | 140                 | 15                  | 21                  | 7                   | 11                  | 9                   | - BPI : 2 × Platine - ARIA : 3 × Platine - BVMI : Or - IFPI AUT : Or - MC : Platine - NVPI : Platine - RIAA : 2 × Platine - SNEP : 2 × Or |
| The Ultimate Collection | - Sortie : 29 avril 2011 - Label : Epic - Formats : CD, CD+DVD, LP, téléchargement | 8                   | 35                  | 22                  | 32                  | 23                  | 17                  | 12                  | 6                   | 11                  | 7                   | - BPI : Or |

## EP
| Titre            | Détails                                                                 |
| ---------------- | ----------------------------------------------------------------------- |
| Solid Gold: Sade | - Sortie : 1989 - Label : Epic - Format : CD                            |
| The Remix Deluxe | - Sortie : 21 mars 1993 (Japon uniquement) - Label : Epic - Format : CD |

## Singles
| Titre                                                                               | Année | Meilleur classement | Meilleur classement | Meilleur classement | Meilleur classement | Meilleur classement | Meilleur classement | Meilleur classement | Meilleur classement | Meilleur classement | Meilleur classement | Certification  | Album                   |
| Titre                                                                               | Année | R-U                 | AUS                 | FRA                 | GER                 | IRE                 | NLD                 | NZ                  | US                  | US R&B              | US AC               | Certification  | Album                   |
| ----------------------------------------------------------------------------------- | ----- | ------------------- | ------------------- | ------------------- | ------------------- | ------------------- | ------------------- | ------------------- | ------------------- | ------------------- | ------------------- | -------------- | ----------------------- |
| Your Love Is King                                                                   | 1984  | 6                   | 64                  | —                   | —                   | 7                   | —                   | 2                   | 54                  | 35                  | 8                   |                | Diamond Life            |
| When Am I Going to Make a Living                                                    | 1984  | 36                  | —                   | —                   | —                   | 28                  | 12                  | —                   | —                   | —                   | —                   |                | Diamond Life            |
| Smooth Operator                                                                     | 1984  | 19                  | 20                  | 9                   | 11                  | 17                  | 12                  | 22                  | 5                   | 5                   | 1                   | - BPI : Argent | Diamond Life            |
| Hang On to Your Love                                                                | 1984  | —                   | 68                  | —                   | —                   | —                   | 18                  | 20                  | —                   | 14                  | —                   |                | Diamond Life            |
| The Sweetest Taboo                                                                  | 1985  | 31                  | 65                  | 30                  | 28                  | 11                  | 12                  | 11                  | 5                   | 3                   | 1                   |                | Promise                 |
| Is It a Crime?                                                                      | 1986  | 49                  | —                   | 46                  | 57                  | 21                  | 24                  | —                   | —                   | 55                  | 32                  |                | Promise                 |
| Never as Good as the First Time                                                     | 1986  | 89                  | 70                  | —                   | 65                  | 29                  | 38                  | 31                  | 20                  | 8                   | 6                   |                | Promise                 |
| Love Is Stronger Than Pride                                                         | 1988  | 44                  | 56                  | 36                  | 51                  | 28                  | 19                  | —                   | —                   | —                   | —                   |                | Stronger Than Pride     |
| Paradise                                                                            | 1988  | 29                  | 86                  | 38                  | —                   | —                   | 33                  | —                   | 16                  | 1                   | 3                   |                | Stronger Than Pride     |
| Nothing Can Come Between Us                                                         | 1988  | 92                  | —                   | —                   | —                   | —                   | 89                  | —                   | —                   | 3                   | 21                  |                | Stronger Than Pride     |
| Turn My Back on You                                                                 | 1988  | —                   | —                   | —                   | —                   | —                   | —                   | —                   | —                   | 12                  | —                   |                | Stronger Than Pride     |
| Haunt Me                                                                            | 1989  | —                   | —                   | —                   | —                   | —                   | —                   | —                   | —                   | —                   | —                   |                | Stronger Than Pride     |
| No Ordinary Love                                                                    | 1992  | 14                  | 21                  | 20                  | 43                  | —                   | 26                  | 17                  | 28                  | 9                   | 14                  |                | Love Deluxe             |
| Feel No Pain                                                                        | 1992  | 56                  | 107                 | —                   | 80                  | —                   | —                   | 48                  | —                   | 59                  | —                   |                | Love Deluxe             |
| Kiss of Life                                                                        | 1993  | 44                  | 186                 | —                   | 88                  | —                   | —                   | 33                  | 78                  | 10                  | 20                  |                | Love Deluxe             |
| Cherish the Day                                                                     | 1993  | 53                  | 207                 | —                   | —                   | —                   | —                   | —                   | —                   | 45                  | —                   |                | Love Deluxe             |
| By Your Side                                                                        | 2000  | 17                  | —                   | —                   | 67                  | 29                  | 66                  | —                   | 75                  | 41                  | 18                  | - BPI : Argent | Lovers Rock             |
| King of Sorrow                                                                      | 2001  | 59                  | —                   | —                   | —                   | —                   | 82                  | —                   | —                   | —                   | —                   |                | Lovers Rock             |
| Somebody Already Broke My Heart (Live)                                              | 2003  | —                   | —                   | —                   | —                   | —                   | —                   | —                   | —                   | —                   | —                   |                | Lovers Live             |
| Soldier of Love                                                                     | 2010  | 123                 | —                   | —                   | —                   | —                   | —                   | —                   | 52                  | 6                   | —                   |                | Soldier of Love         |
| Babyfather                                                                          | 2010  | —                   | —                   | —                   | —                   | —                   | —                   | —                   | —                   | 53                  | —                   |                | Soldier of Love         |
| The Moon and the Sky                                                                | 2010  | —                   | —                   | —                   | —                   | —                   | —                   | —                   | —                   | 54                  | —                   |                | Soldier of Love         |
| Still in Love with You                                                              | 2011  | —                   | —                   | —                   | —                   | —                   | —                   | —                   | —                   | 55                  | —                   |                | The Ultimate Collection |
| The Big Unknown                                                                     | 2018  | —                   | —                   | —                   | —                   | —                   | —                   | —                   | —                   | —                   | —                   |                | Widows                  |
| « — » indique que la chanson n'est pas sortie ou ne s'est pas classée dans le pays. |       |                     |                     |                     |                     |                     |                     |                     |                     |                     |                     |                |                         |

2024 : Young Lion, single solo de Sade Adu.

## Vidéographie

### DVD
| Titre                                                                             | Détails                                                                           | Meilleur classement | Meilleur classement | Certifications       |
| Titre                                                                             | Détails                                                                           | AUS                 | US                  | Certifications       |
| --------------------------------------------------------------------------------- | --------------------------------------------------------------------------------- | ------------------- | ------------------- | -------------------- |
| Diamond Life Video                                                                | - Sortie : 1985 - Label : CBS Fox Video Music - Formats : VHS, LaserDisc          | —                   | 9                   | - RIAA : Or          |
| Life Promise Pride Love                                                           | - Sortie : 1993 - Label : Epic - Formats : VHS, LaserDisc, DVD                    | —                   | 5                   | - RIAA : Platine     |
| Live (en)                                                                         | - Sortie : 22 novembre 1994 - Label : Epic - Formats : VHS, DVD                   | —                   | 8                   | - RIAA : 2 × Platine |
| Lovers Live                                                                       | - Sortie : 18 février 2002 - Label : Epic - Format : DVD                          | 16                  | 1                   | - RIAA : Platine     |
| Live in Munich 1984                                                               | - Sortie : 2011 - Label : Hudson Street - Format : DVD                            | —                   | —                   |                      |
| Bring Me Home: Live 2011                                                          | - Sortie : 22 mai 2012 - Label : Epic - Formats : DVD+CD, Blu-ray, téléchargement | 4                   | 1                   |                      |
| "—" denotes a recording that did not chart or was not released in that territory. |                                                                                   |                     |                     |                      |

### Clips vidéo
| Titre                            | Année | Réalisateur(s) | Réf.   |
| -------------------------------- | ----- | -------------- | ------ |
| Your Love Is King                | 1984  | Jack Semmens   | [ 38 ] |
| When Am I Going to Make a Living | 1984  | Stuart Orme    | [ 38 ] |
| Smooth Operator                  | 1984  | Julien Temple  | [ 38 ] |
| Hang On to Your Love             | 1984  | Brian Ward     | [ 38 ] |
| The Sweetest Taboo               | 1985  | Brian Ward     | [ 38 ] |
| Is It a Crime                    | 1986  | Brian Ward     | [ 38 ] |
| Never as Good as the First Time  | 1986  | Brian Ward     | [ 38 ] |
| Love Is Stronger Than Pride      | 1988  | Sophie Muller  | [ 38 ] |
| Paradise                         | 1988  | Alex McDowell  | [ 38 ] |
| Turn My Back on You              | 1988  | Sophie Muller  | [ 38 ] |
| Nothing Can Come Between Us      | 1989  | Sophie Muller  | [ 38 ] |
| No Ordinary Love                 | 1992  | Sophie Muller  | [ 38 ] |
| Feel No Pain                     | 1992  | Albert Watson  | [ 38 ] |
| Kiss of Life                     | 1993  | Albert Watson  | [ 38 ] |
| Cherish the Day                  | 1993  | Albert Watson  | [ 38 ] |
| By Your Side                     | 2000  | Sophie Muller  | [ 38 ] |
| King of Sorrow                   | 2001  | Sophie Muller  | [ 38 ] |
| Soldier of Love                  | 2010  | Sophie Muller  | [ 38 ] |
| Babyfather                       | 2010  | Sophie Muller  | [ 39 ] |
| Love Is Found                    | 2011  | Sophie Muller  | [ 39 ] |